# Histoire de Boulogne-sur-Mer

Les armoiries de la ville de Boulogne-sur-Mer se blasonnent ainsi :
D'or à l'écusson de gueules chargé d'un cygne d'argent, accompagné de trois tourteaux de gueules.
Ce blason fut adopté par la commune de Boulogne-sur-Mer, en 1830.
Le cygne figurait déjà sur un sceau communal de 1286, les tourteaux sont issus des armes des comtes de Boulogne.
Ornements extérieurs :
Croix de chevalier de la Légion d'honneur.
Croix de guerre 1914-1918.
Croix de guerre 1939-1945, avec palme de bronze.

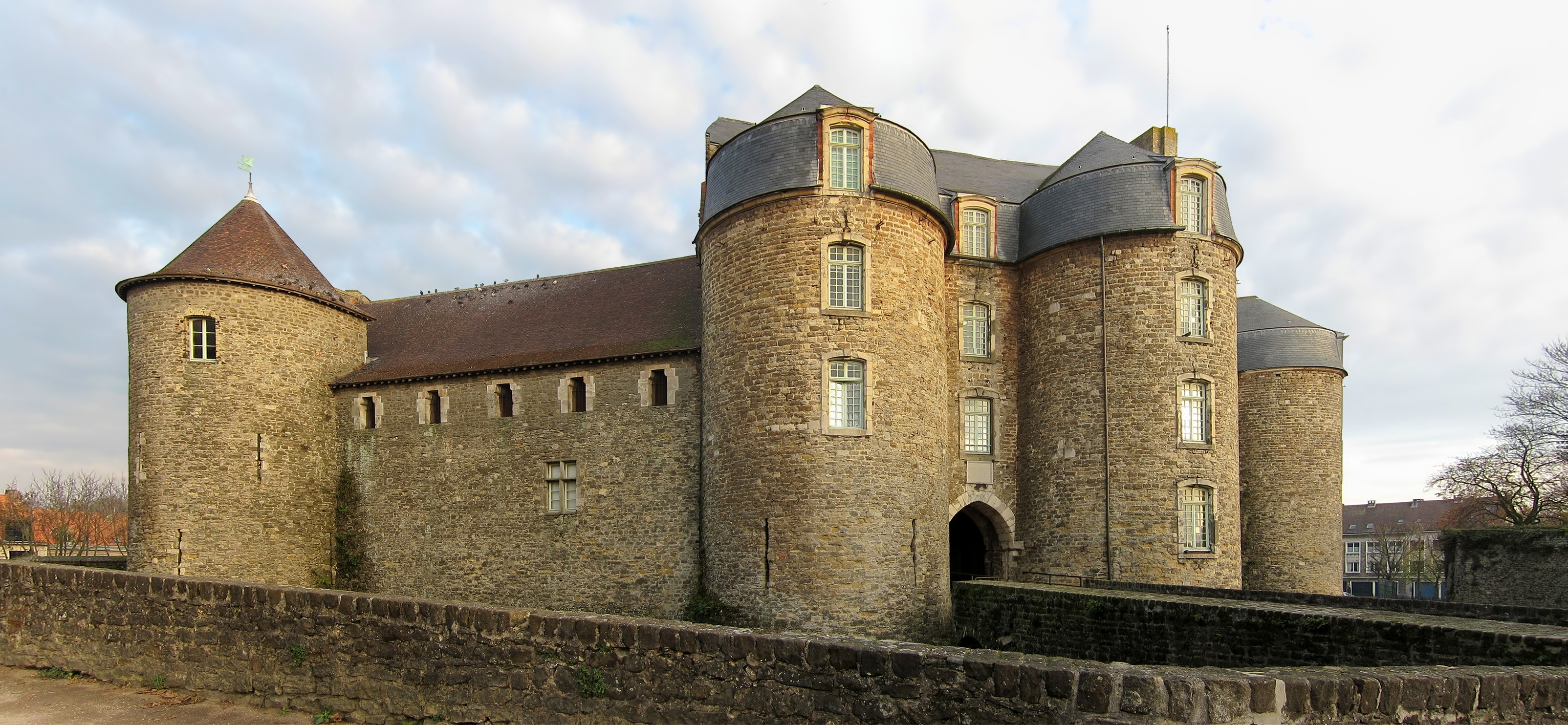
Château de Boulogne-sur-Mer

Le nom d'un lieu qui devint Boulogne est attesté sous les formes Portus Itius en 54 av. J.-C., Gesoriacum, Portus Morinorum Britannicus au Ier siècle et Gesoriacum quod nunc Bononia au IIIe siècle. Née durant l'Antiquité gallo-romaine, la ville s'est développée au Moyen Âge grâce à son port, principal point de passage du continent vers l'Angleterre. En relatif déclin à l'époque moderne, Boulogne-sur-Mer connaît un renouveau économique et démographique aux XIXe et XXe siècles. La désindustrialisation et le tunnel sous la Manche ont contribué au marasme économique que connaît la ville depuis la fin du XXe siècle.

## Protohistoire
Après une probable occupation préhistorique, le site est habité par les Morins, peuple celte.

## Antiquité

### Boulogne antique:Portus Itius?
Le site de l'actuelle ville de Boulogne serait celui qui avait été choisi par Jules César, en 55 av. J.-C.,, pour préparer sa flotte à envahir la Bretagne (actuelle Grande-Bretagne), expédition décrite dans la Guerre des Gaules. César aurait pu installer son camp à l'emplacement actuel de la vieille ville. Des vestiges pouvant être ceux d'un quartier général romain y ont été identifiés par des archéologues en 1980[source insuffisante].
Certains historiens pensent que l'actuelle basse-ville a pu être Portus Itius, le port cité par Jules César comme lieu d'embarquement de son armée sur les galères lancées vers les côtes du Kent pour tenter de conquérir la Bretagne. D'autres hypothèses placent ce point d'embarquement des troupes romaines sur une plage aujourd'hui ensablée située à douze miles au nord de Boulogne, sur le site actuel de Wissant (identifiée dans la chanson de Roland sous son nom saxon Wit-sand « sable blanc »), ou encore à Saint-Omer profitant de la transgression marine entre Calais/Dunkerque/Saint-Omer pour y laisser sa flotte en attente de bons vents. Les modifications importantes du littoral dans ce secteur (remblaiement) ont recouvert les sites portuaires de l'époque.

### Gesoriacum,Bononia
Sous l'empereur Claude, le lieu fut d'abord nommée en latin Gesoriacum , puis Bononia ou Bolonia (nom d'origine celtique) vers le IIIe siècle ; l'étymologie de ce nom fait l'objet d'une hypothèse.
Gesoriacum fut pendant l'Antiquité romaine, l'une des villes les plus importantes du nord de la Gaule. Elle était le point d'aboutissement de la via Agrippa de l'Océan qui reliait Lugdunum (Lyon) au littoral du nord de la Gaule en passant par Samarobriva (Amiens). Un autre itinéraire passait par Taruenna (Thérouanne), Nemetacum (Arras), Augusta Viromanduorum (Saint-Quentin), Durocortorum (Reims), Andemantunnum (Langres).
C'est à Gesoriacum que les Romains, sous l'ordre même de Caligula selon Suétone (Vie de Caligula, chap. XLVI), construisirent vers l'an 39 une tour « d'une hauteur prodigieuse... à l'instar du Pharos (Phare d'Alexandrie) » en vue d'une campagne contre les Celtes du pays de Galles, les Silures. Cette construction témoigne de l'importance que les Romains attachaient à ce site portuaire. Boulogne resta célèbre jusqu'au Moyen Âge pour ce phare romain, la tour d'Ordre, placé sur la haute falaise près de la plage, qui consistait en une tour de maçonnerie avec des étages se rétrécissant et au sommet de laquelle brûlait un feu.
En 43, la flotte militaire de l'empereur Claude, la Classis Britannica, dont les casernements étaient installés au nord de la ville fortifiée (à l'emplacement actuel du parking de l'Enclos de l’Évêché), conquiert définitivement et entièrement l'île de Bretagne (actuelle Grande-Bretagne).
À la fin du IIIe siècle, le préfet Carausius, d'origine ménapienne, commandant de la flotte de Gesoriacum s'allia aux Francs, fit sécession de l'empire et prit le contrôle de la Bretagne et du Nord de la Gaule. Le nouveau tétrarque, Constance Chlore, ne parvint à reprendre la ville de Gesoriacum qu'après bien des difficultés en 294, et il lui fallut encore deux ans pour éliminer de Gaule le reste des troupes révoltées et préparer une invasion de la Bretagne. Sa flotte partit de Gesoriacum en 296 divisée en deux groupes, l'un dirigé par Constance en personne, l'autre par son préfet du prétoire, Julius Asclepiodotus. Un brouillard épais contraignit la flotte de Constance Chlore à revenir en Gaule, mais permit à la flotte d'Asclepiodotus de débarquer sans être repéré et de reconquérir la Bretagne.
Gesoriacum changea de nom à la charnière des IIIe et IVe siècles, comme la plupart des cités de la Gaule romaine. Elle devint Bononia puis Civitas Bononiensium, puis Bolonia pour devenir Boulogne au XIIIe siècle.
Au Ve ou VIe siècle, Zosime les mentionna comme germaniques, ce qui indiquerait un apport local de populations franques, de parler germanique, installés soit comme fédérés entre 250 et 350 par les Romains, soit au moment des grandes invasions du Ve siècle.

## Moyen Âge

### Le pèlerinage à Notre-Dame de Boulogne
La tradition catholique rapporte qu'en 636, alors que Boulogne faisait partie du royaume franc de Dagobert Ier, les habitants furent témoins de l'accostage, à l'embouchure de la Liane, d'une nacelle poussée par des anges, barque sur laquelle se trouvait une statue en bois de la Vierge Marie tenant l’Enfant Jésus sur son bras gauche. Devant la foule assemblée, la voix de la Vierge résonna et dit, avant que la manifestation ne cesse : « Je suis l’avocate des pécheurs, la source de grâce, la fontaine de piété qui souhaite qu’une lumière divine descende sur vous et sur votre ville. Mes amis, faites, en mon nom, édifier une église. »
À partir de cette apparition relatée dans des manuscrits de la fin du Moyen Âge, se développa un pèlerinage animé par la piété et la ferveur populaire. Les premières traces du culte à la Vierge de Boulogne remontent à la fin du XIe siècle quand Ide de Boulogne, mère de Godefroy de Bouillon, fit bâtir une église à sa gloire ; c'est aujourd'hui la basilique de l'Immaculée Conception.
Durant tout le temps des croisades, les chevaliers avant de prendre le chemin de Jérusalem, viennent à Boulogne-sur-Mer faire bénir leurs épées auprès de la Vierge.

### La puissance des comtes de Boulogne
Au Moyen Âge, Boulogne fut le siège du comté de Boulogne. Un de des comtes, Eustache II as grenons (« aux belles moustaches »), participa à la conquête de l'Angleterre aux côtés du duc de Normandie Guillaume. Il avait épousé Ide de Boulogne et leur fils était Godefroy de Bouillon. Le comte Étienne de Blois fut roi d'Angleterre au XIIe siècle. Le roi de Portugal, Alphonse III, épousa la comtesse de Boulogne Mathilde de Dammartin. Baudouin du Bourg, comte de Boulogne, frère de Godefroy de Bouillon, fut le premier roi chrétien de Jérusalem. La demeure des comtes était située dans l'ancien castrum romain (haute ville de Boulogne), de cette demeure subsiste aujourd'hui la partie basse du beffroi.

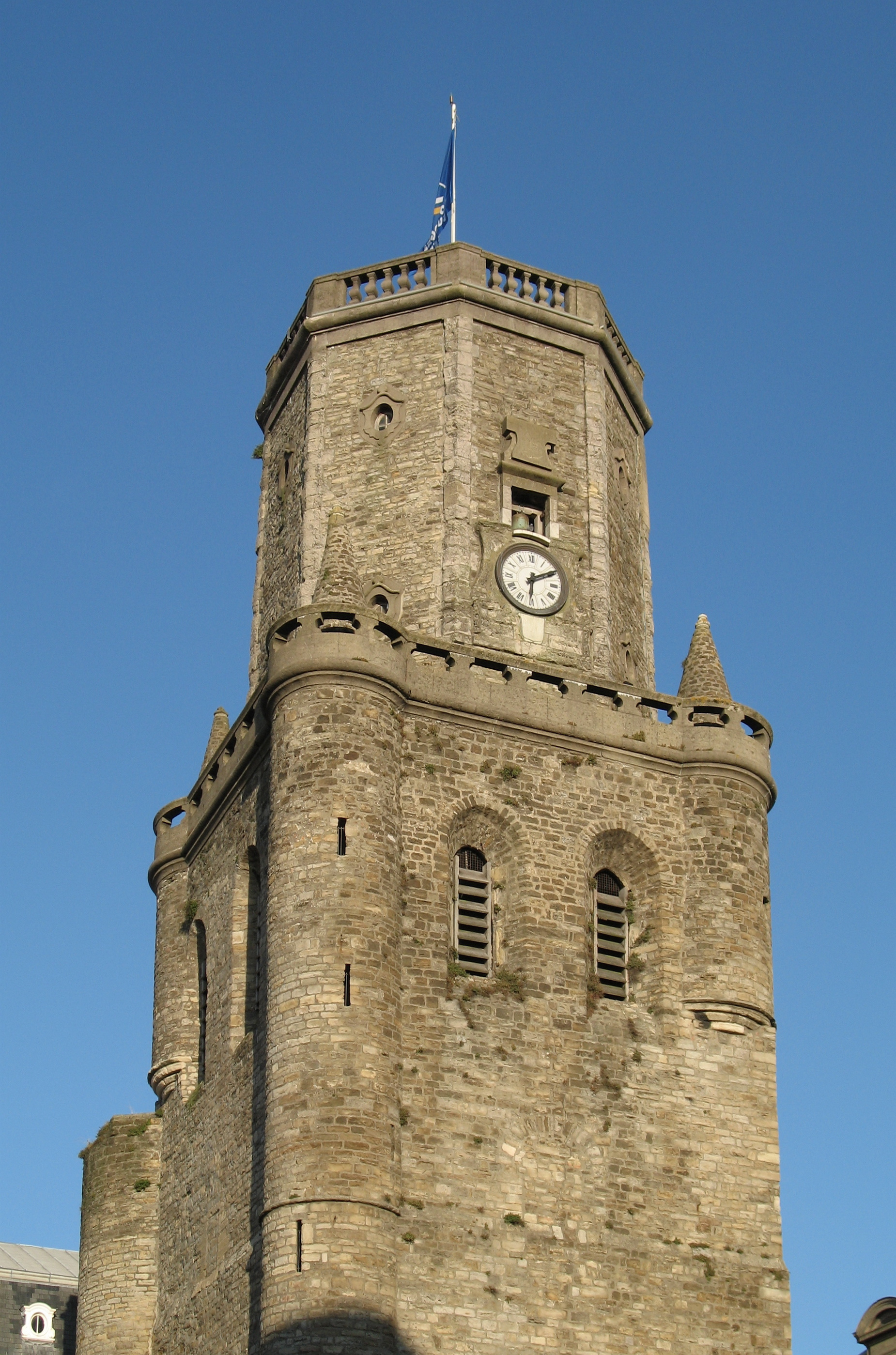
Le beffroi (1191-1214).

En 1203, la ville de Boulogne obtint du comte l'octroi d'une charte communale. En 1231, Philippe Hurepel prit possession du nouveau château comtal à l’angle oriental de l’enceinte urbaine, il céda alors à la commune le donjon à la commune qui en fit son beffroi.
En 1268, les bourgeois boulonnais refusèrent de payer les impôts levés pour financer la croisade. Le roi Louis IX (Saint Louis) supprima la commune, fit briser le sceau et ordonna la démolition du beffroi qui ne fut que partiellement détruit. En 1249, les libertés communales et le beffroi furent restaurées.
Le 25 janvier 1308, Isabelle de France, fille du roi Philippe le Bel, épousa le roi d'Angleterre, Édouard II dans l'église abbatiale de Boulogne située dans la haute ville. En 1339, au début de la guerre de Cent Ans, les marins des « Cinq-Ports » anglais saccagèrent la ville de Boulogne.

### Des architectes boulonnais
Au XIVe siècle, des architectes originaires de Boulogne s'illustrèrent en Allemagne : Henri Arter, né à Boulogne en 1321, a été maître des œuvres de sa ville natale en 1350. Mort en 1381, on lui attribue les plans de la cathédrale d'Ulm. Il aurait également travaillé à la Cathédrale Saint-Guy de Prague avec Pierre Arter, probablement son fils. Pierre Arter aurait succédé à Mathieu d'Arras ou à son successeur comme maître d'œuvre de la dite cathédrale qu'il termina en 1386, de même que le château de Karlstein également commencé par Mathieu d'Arras.

### Boulogne rattachée au royaume de France
En 1477, le roi Louis XI vainqueur de Charles le Téméraire, duc de Bourgogne, tenta de s'emparer d'une partie de l'État bourguignon :Bourgogne, Picardie, Artois... le comté de Boulogne étant tenu en fief par le comté d'Artois. Le mariage de Marie de Bourgogne, fille de Charles le Téméraire et de Maximilien de Habsbourg contraria ses projets, Louis XI dut renoncer à l'Artois mais parvint à garder le comté de Boulogne en le plaçant sous la suzeraineté de la Vierge Marie. Une telle suzeraineté ne devait guère contrarier la politique des rois de France. En avril 1478, il rendit hommage à la Vierge dans l'église abbatiale Notre-Dame de Boulogne, tous ses successeurs firent de même jusqu'à la Révolution française.
En outre, Louis XI avait échangé avec Bertrand VI de La Tour d'Auvergne la jugerie de Lauraguais contre le comté de Boulogne,,. Jusque 1789, la sénéchaussée de Boulogne fut intégrée à la généralité d'Amiens.
Sur un sceau en cire rouge de la Sénéchaussée du Boulonnais, fabriqué en 1477, lors de la réunion de Boulogne à la France figurent : en haut, un ange déployant ses ailes au-dessus d’un écu aux armes de France ; en bas un cygne tenant dans son bec l’écu des comtes de Boulogne, signifiant que le comté de Boulogne est placé désormais sous l'autorité du roi de France. Une inscription circulaire : Sigillum Senescallii Bouloignensis y est lisible.
Henri VII d'Angleterre à la tête d'un corps expéditionnaire de 12 000 hommes commença à assiéger la ville de Boulogne-sur-Mer à partir du 18 octobre 1492. Après quinze jours de siège, Français et Anglais signèrent le Traité d'Étaples, le 3 novembre.

## Époque moderne

### Boulogne, enjeu stratégique entre la France et l'Angleterre auXVIesiècle
Boulogne est attaquée à trois reprises par les Anglais depuis l'enclave de Calais pendant la première moitié du XVIe siècle. Le 26 juillet 1544, la Tour d'Ordre romaine est détruite. Boulogne tombe en septembre 1544 et est presque aussitôt ré-assiégée en octobre par les troupes du dauphin de France (futur Henri II) dont l'avant-garde est commandée par Blaise de Monluc. Mais l'indiscipline des mercenaires ruine l'assaut. Le traité d'Ardres (juin 1546) prévoit la restitution de la ville à la France, mais reste sans effet. Il faut attendre le siège mené par Henri II (en 1549 et 1550) et le traité d'Outreau, signé le 24 mars 1550 (rachat de 400 000 écus d'or), pour que la ville redevienne française. Ronsard y fait allusion dans son Hymne d'Henri II :
« Et sans en faire bruit, par merveilleux effortz,
Tu avois ja conquis de Boulongne les forts,
Et par armes contraint cette arrogance Angloise
A te vendre Boulongne et la faire Françoise. »
(v. 1581-1584)

### La révolte des Lustucru
En 1662, alors que Louis XIV vient d'acheter au roi d'Angleterre la place forte de Dunkerque, enlevée quatre ans plus tôt aux Espagnols par la coalition franco-britannique, les Boulonnais, bourgeois et paysans, se révoltent contre le roi de France, en raison de la pression fiscale accrue et des réquisitions pour le financement des guerres incessantes.
La révolte des Lustucru est soutenue en sous-main par les agents du roi d'Espagne, avec qui la guerre reprend en 1667, et dont la frontière se trouve à une vingtaine de kilomètres de l'entrée de Boulogne. En effet, jusqu'à 1678 (paix de Nimègue), la frontière passe encore entre Longueville et Escœuilles. Le pouvoir central exerce alors une répression féroce sur la région : de nombreux habitants des campagnes sont massacrés. Trois mille survivants, qui n'ont pu s'enfuir de l'autre côté de la frontière, sont envoyés aux galères.

### Contrebande et corsaires auXVIIIesiècle
Au XVIIIe siècle, Boulogne est un port de pêche en déclin (hareng à l'automne et maquereau au printemps), qui voit la montée en puissance de la contrebande entre l'Angleterre et la France. Cette fraude, appelée smogglage, concerne surtout des produits courants (thé, tissus) ou des alcools (eaux-de-vie, vins, genièvre), surtaxés en Angleterre. Encouragé par les autorités françaises, ce trafic atteint des sommets dans les années 1780, avec près de six millions de livres de rapport annuel, contre 500 000 livres pour toutes les pêches.
Durant ce siècle, les corsaires boulonnais furent très actifs, notamment pendant la guerre de Succession d'Espagne (1701 à 1714), la guerre de succession d'Autriche (1740-1748) et la guerre de Sept Ans (1756 à 1763). Ils firent de nombreuses prises et préfigurant les grands succès navals pendant les guerres de la Révolution française et du Premier Empire, emmenés par le fameux baron Bucaille (Jacques-Oudart Fourmentin).

## Époque contemporaine

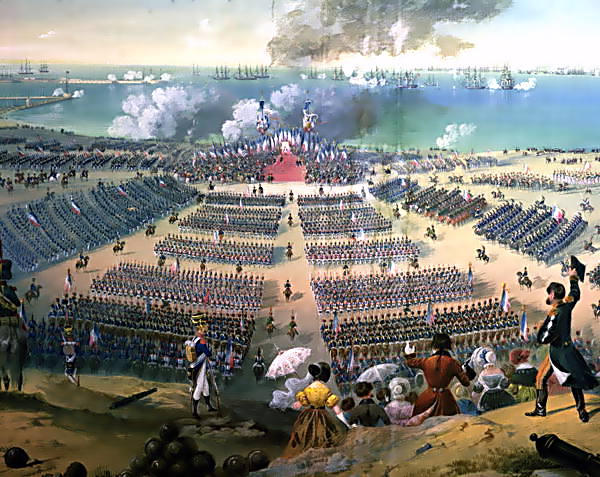
Inspection de l'armée le 15 août 1804 - Peinture anonyme.

### Le camp de Boulogne
Le 21 juillet 1798, vente à l'encan de la cathédrale, du palais épiscopal et des dépendances pour la somme de 510 000 francs. Tout est démoli pierre à pierre par les adjudicateurs. Le 19 juin 1800, la première vaccination contre la variole en France est effectuée sur trois petites filles de la rue des Pipots : Mlles Beugny, Hédouin et Spitalier.
C'est autour de Boulogne que Napoléon Ier assemble entre 1803 et 1805 l'armée des côtes de l'Océan ou « Grande Armée » ; la deuxième distribution de la Légion d'honneur a lieu au camp de Boulogne, le 16 août 1804.
Boulogne-sur-Mer bénéficie de grands travaux portuaires, comme l'aménagement d'un bassin circulaire sur la rive ouest dans le but d'accueillir la flotte qui devait assurer la maîtrise du détroit (on connaît cette structure sous le nom de bassin Napoléon) et la construction de deux ponts au-dessus de la Liane pour relier Capécure à Boulogne. Cet ensemble de structure passe pour être à l'origine de la prospérité de Boulogne au XIXe siècle. L'idée d'un débarquement en Angleterre fut abandonnée en août 1805, Napoléon préféra envoyer son Armée soutenir la campagne d'Allemagne (victoire de la bataille d'Austerlitz).

### Arrivée du chemin de fer et naissance du tourisme balnéaire auXIXesiècle

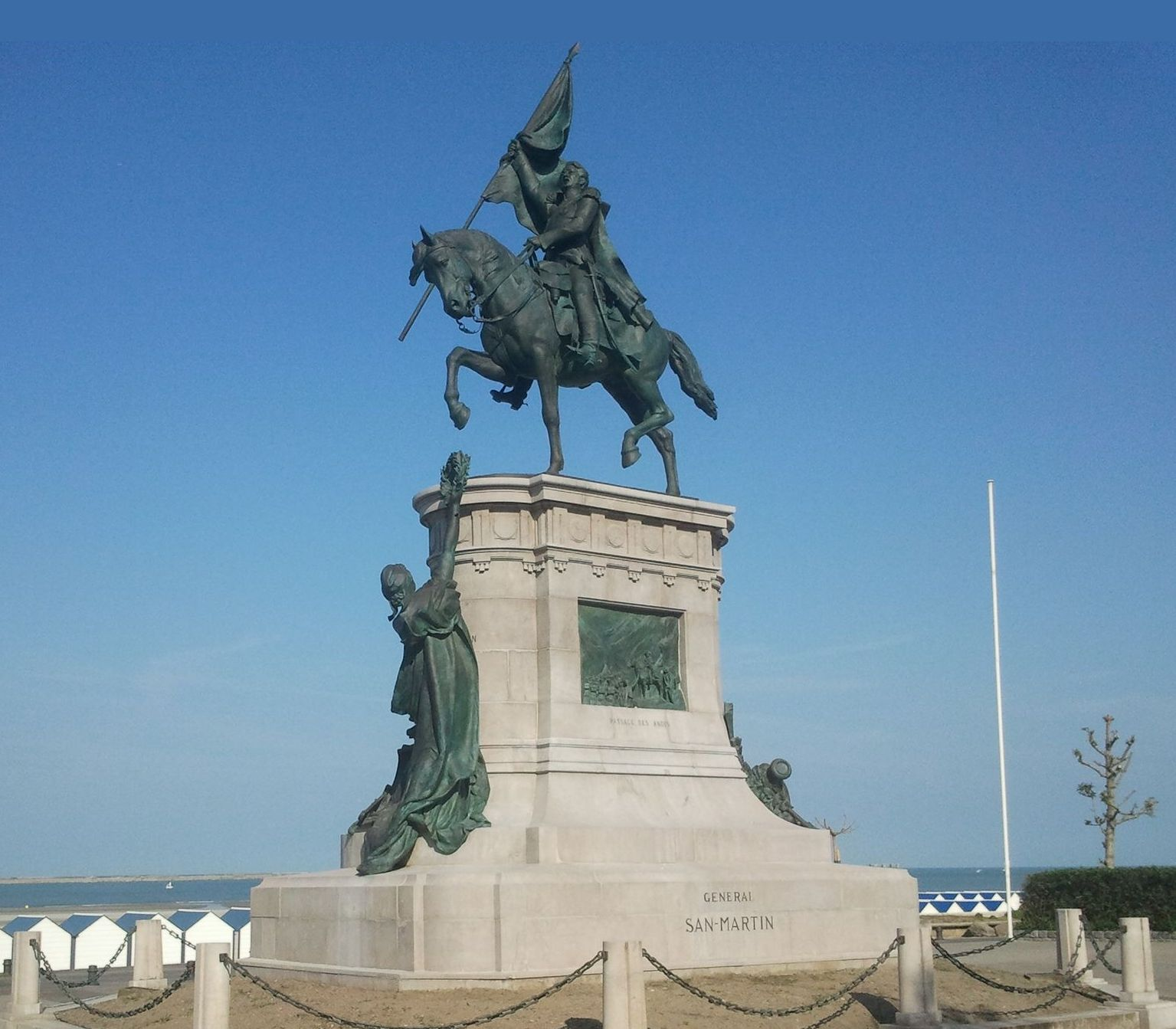
Statue équestre du général San Martín à Boulogne-sur-Mer.

De mars 1848 au 17 août 1850, le génaral argentin José de San Martín, l'un des héros des indépendances sud-américaines, vécut à Boulogne-sur-Mer, où il mourut. Un musée dans le centre-ville de Boulogne-sur-Mer lui est consacré et sa statue équestre, du sculpteur Henri Allouard, a été érigée en 1901.
Puis le XIXe siècle est marqué par différents projets d'aménagement qui accompagnent la croissance de la ville et le développement du tourisme balnéaire :
- en 1825 est inauguré le Palais de Neptune[15], premier établissement marquant le début d'un essor rapide de la vogue des bains de mer ;
- En 1820, Mgr Haffreingue racheta les ruines de l'ancienne cathédrale, conçut les plans d'un nouvel édifice (la basilique Notre-Dame) et en dirigea les travaux de construction de 1827 à 1857.
- la ligne de chemin de fer Paris - Amiens - Boulogne est achevée en 1848, (le maire Alexandre Adam joue un rôle central dans cette réalisation) et celle Boulogne - Calais (qui traverse le coteau de la haute-ville par les tunnels de la Hauteville et d'Odre) est mise en service en 1867 par la Compagnie des chemins de fer du Nord ;
- le 19 juin 1863, un casino municipal, à orientation très mondaine et pourvu d'équipements d'hydrothérapie en sous-sols, est inauguré ;
- un réseau de tramway fonctionne de 1881 à 1897, avec une ligne hippomobile à voie normale, puis, jusqu'en 1951, deux lignes de tramways électriques[16].

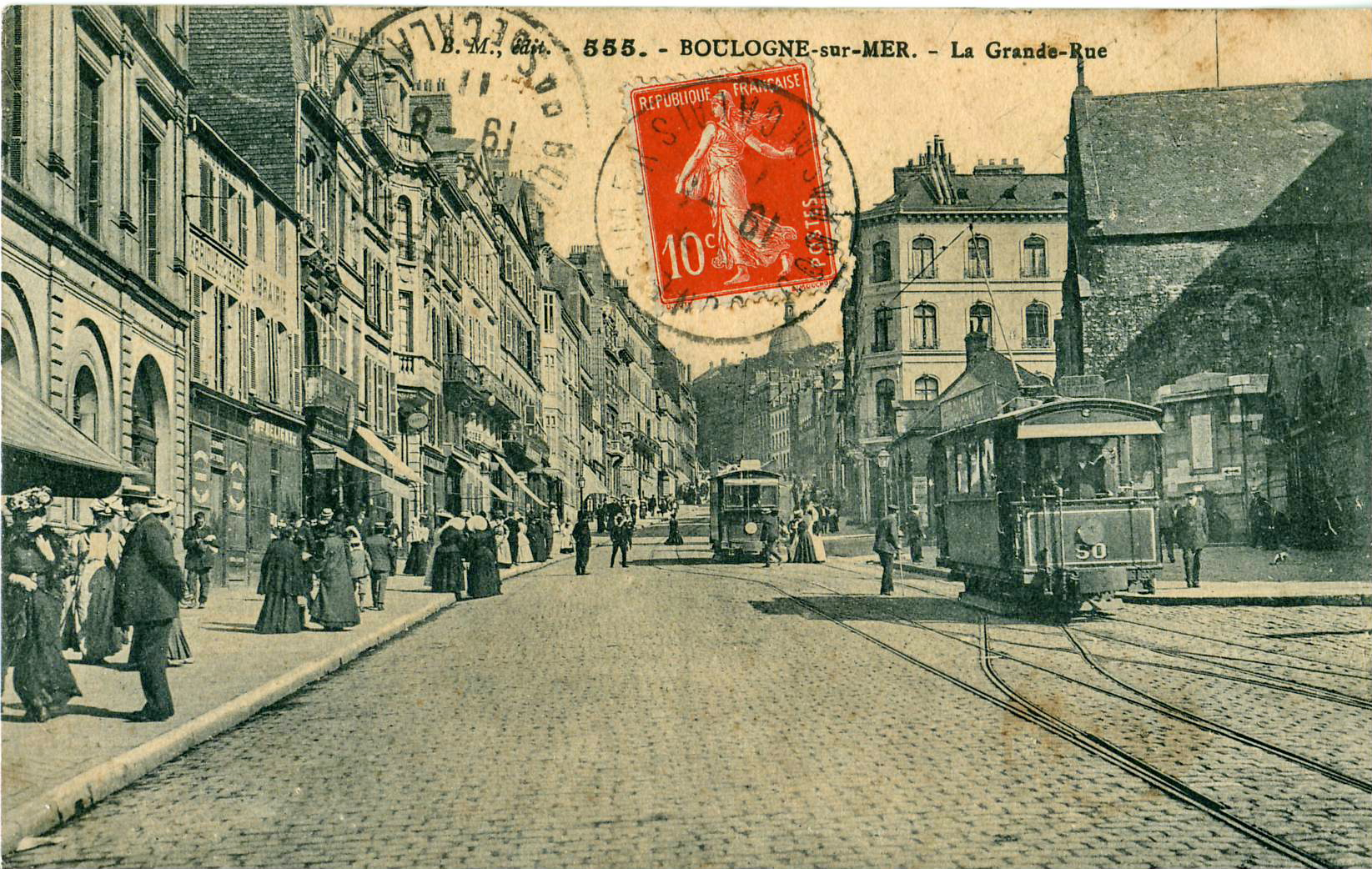
Le tramway dans la Grand Rue (centre-ville).
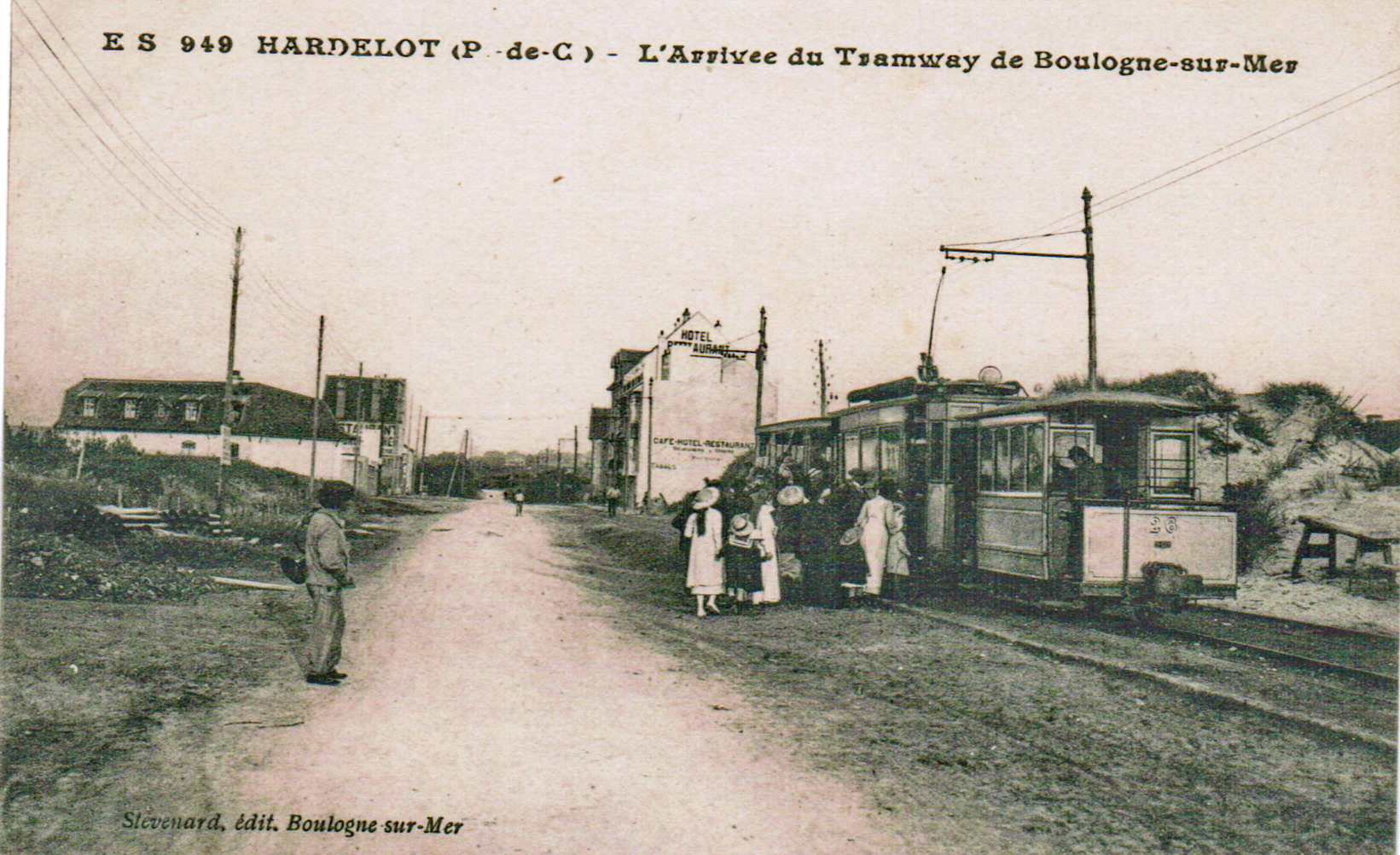
Le tramway de Boulogne à son terminus de Hardelot, avant 1914.
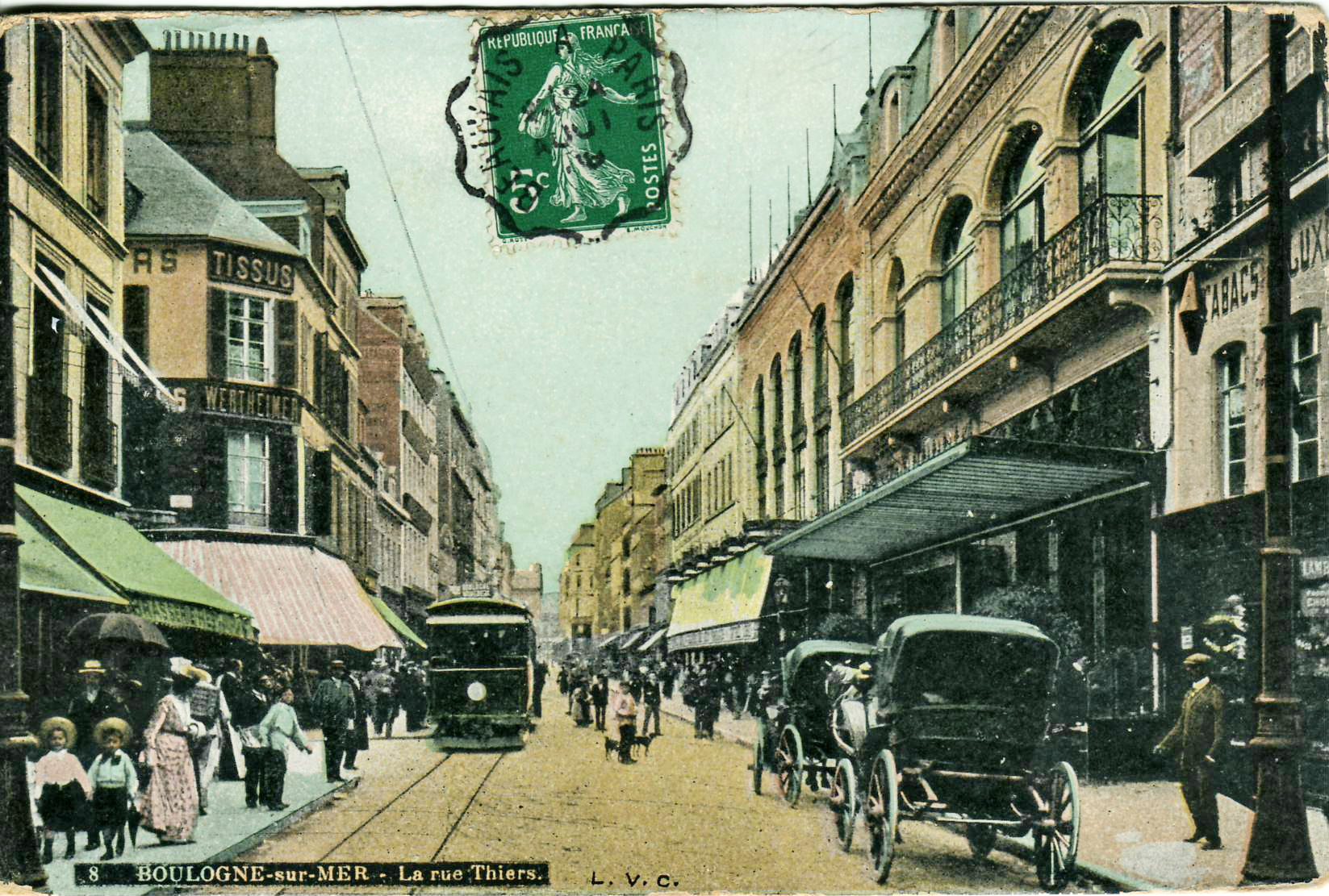
Le tramway dans la rue Thiers (centre-ville).
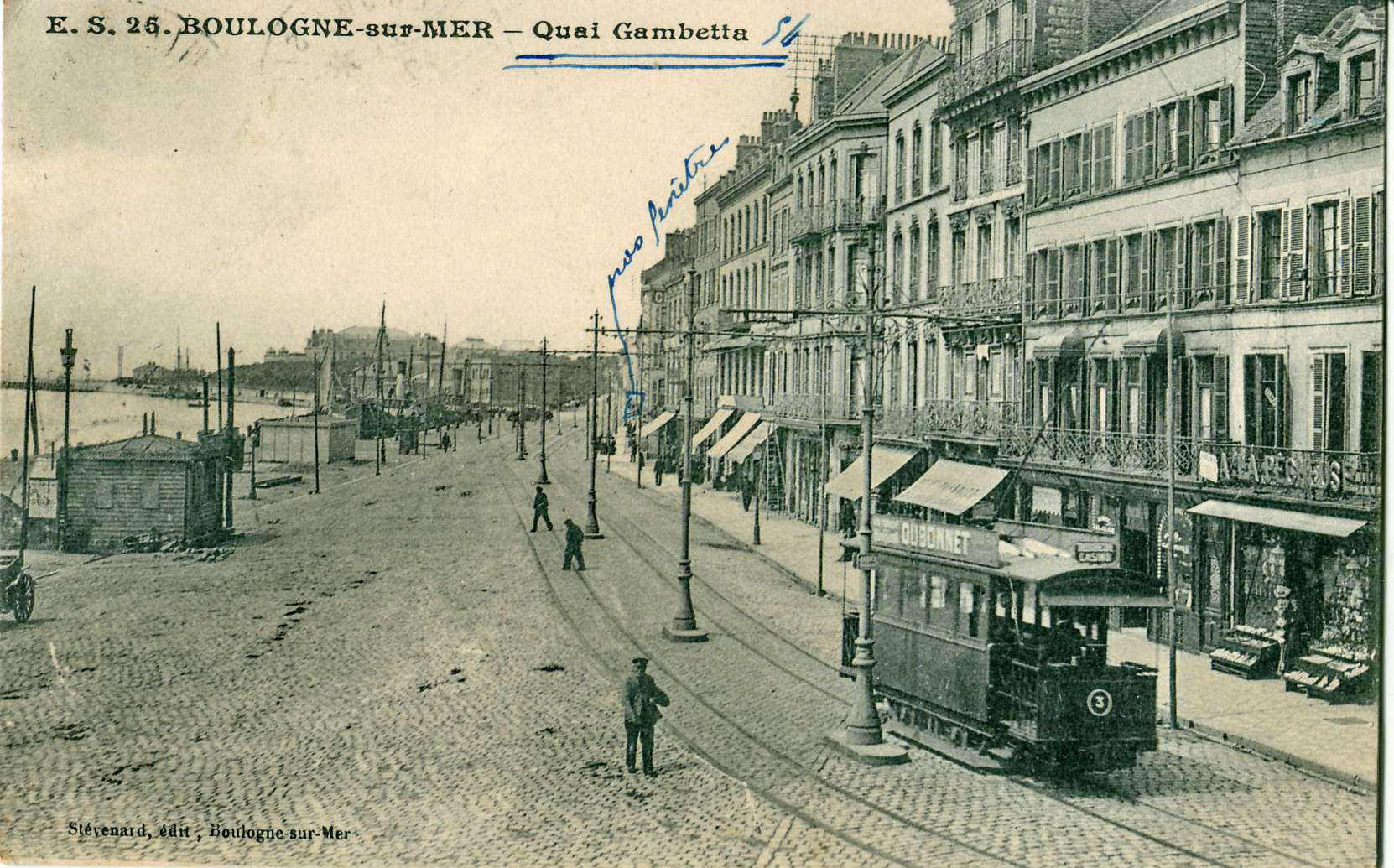
Un tramway sur le quai Gambetta.
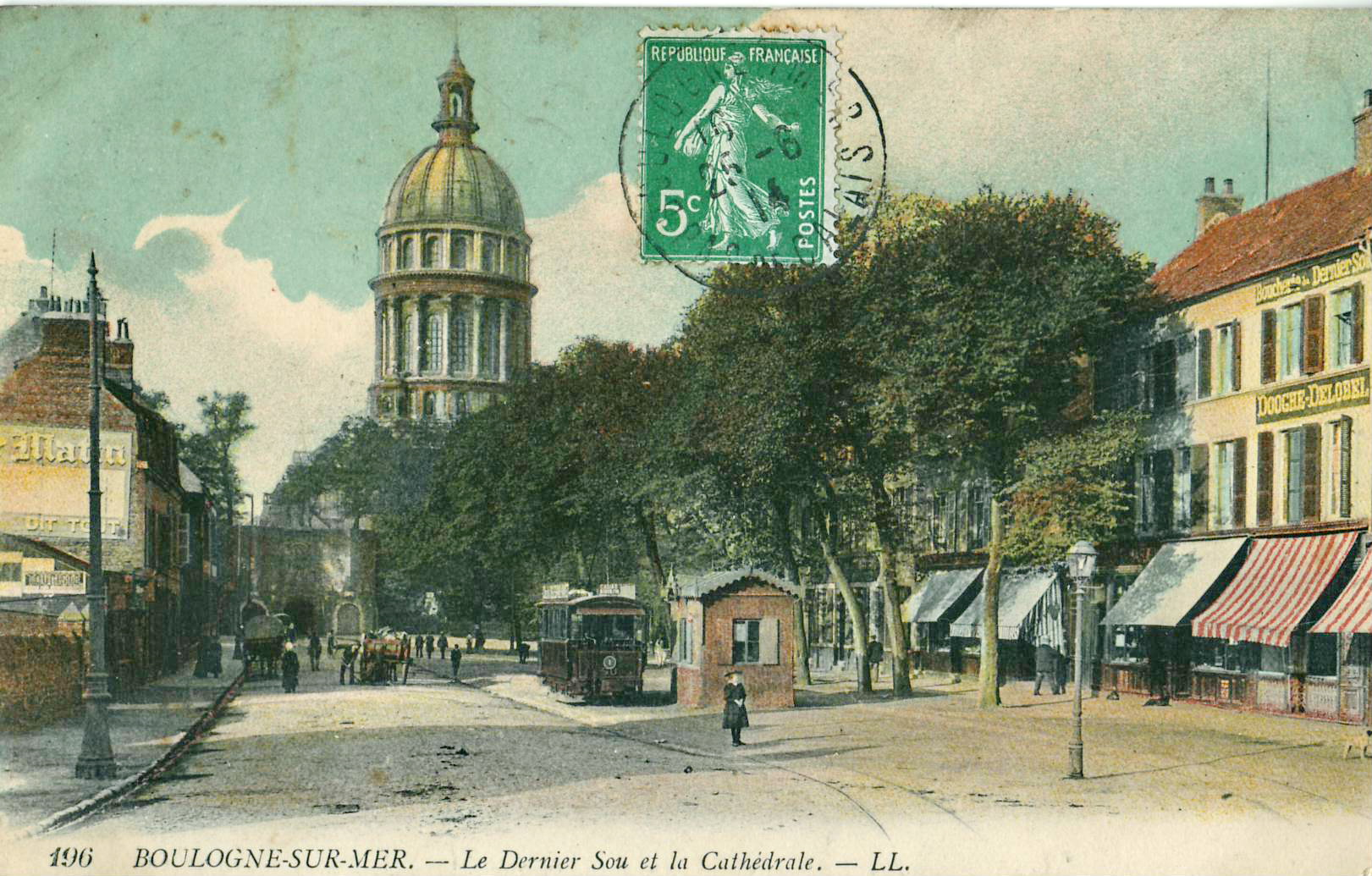
Le tramway dans le quartier du Dernier Sou.

L'Amphitrite (en), bateau britannique de 200 tonnes, fait naufrage le 31 août 1833 sur la côte de Boulogne-sur-Mer en transportant 108 condamnées à la déportation en Australie, 12 enfants et 13 hommes d'équipage (bilan : 133 morts, 3 survivants).
En 1894, Boulogne-sur-mer réunit 150 médecins au premier congrès international des bains de mer et d'hydrologie, autrement dit de thalassothérapie. La ville fait figure de pionnière avec Dieppe et Trouville dans l'usage des bains de mer, pour améliorer la santé dans un premier temps.
Le port est dirigé à la fin du XIXe siècle par Jean Sanson, ingénieur des Ponts et Chaussées qui fut aussi directeur du port de Calais. L'écluse « Sanson » porte encore son nom aujourd'hui.
Boulogne devient le premier port de pêche français et une station balnéaire très attractive, grâce notamment aux bains de mer, directement importés d'Angleterre.

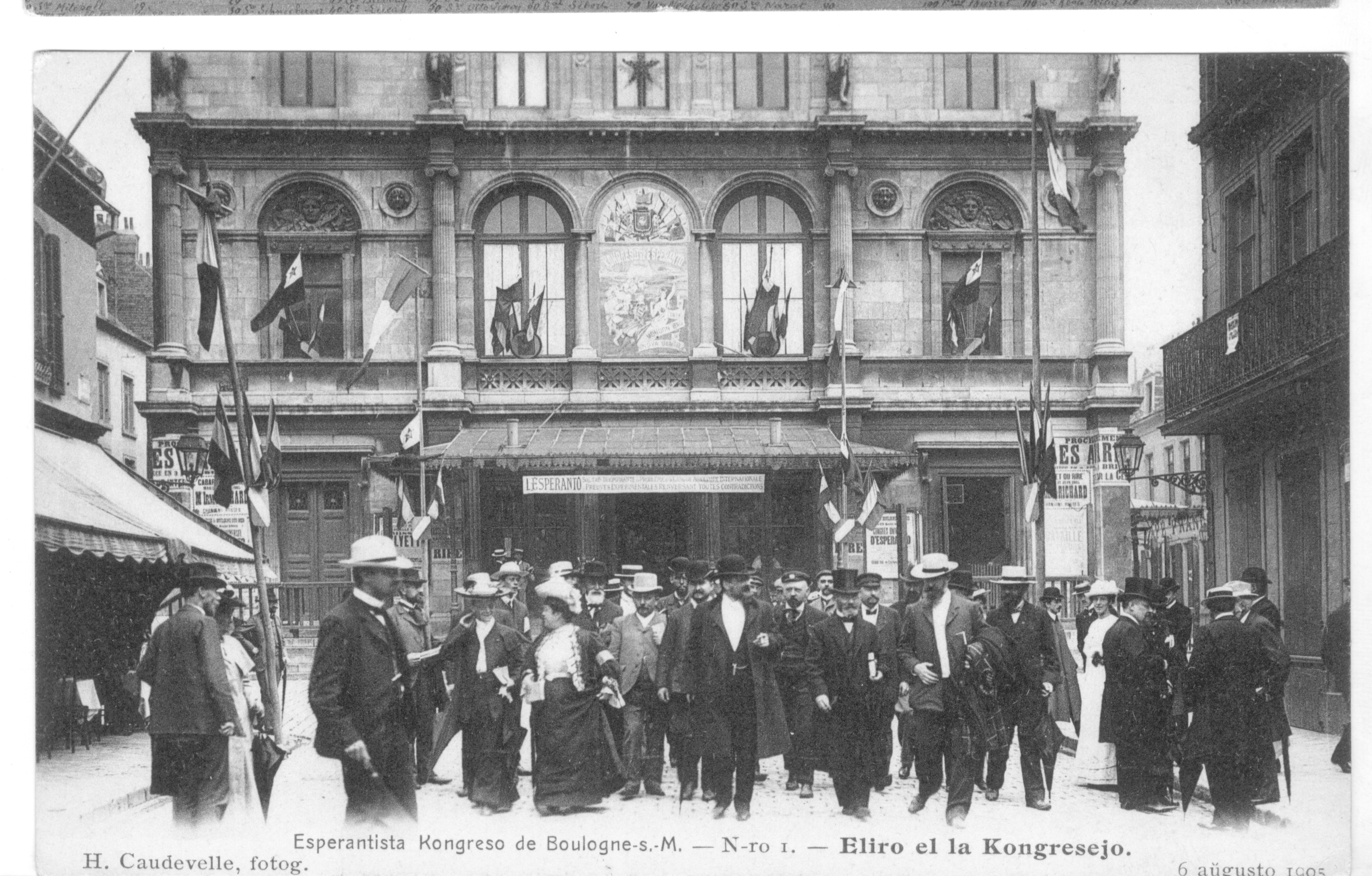
Espérantophones devant le palais des Congrès en 1905.

Jusqu'en 1885, Boulogne est la ville la plus peuplée du département et l'une des villes les plus peuplées de la région (deuxième derrière Lille jusqu'en 1850). On compte, en 1854, 5 000 Anglais (et jusqu'à 15 000 en été) sur plus de 30 000 habitants.
Début avril 1903, près de 800 émigrants embarquent à Boulogne-sur-Mer à destination des États-Unis.
En 1905 a lieu à Boulogne le premier congrès mondial d'espéranto, en présence de Louis-Lazare Zamenhof, l'initiateur de l'espéranto, avec 688 participants de vingt pays.
L'application du décret du 29 décembre 1905, prévoyant que soit établi un inventaire des biens des églises (Querelle des inventaires dans le cadre de la loi de séparation des Églises et de l'État) donne lieu à des affrontements à Boulogne : à la cathédrale, les fonctionnaires chargés de cette action le 22 janvier 1906 sont reçus à coups de pierres.
Le 21 septembre 1909, le capitaine Ferber, pionnier de l'aviation, se tue lors d'un meeting aérien.

### Première Guerre mondiale, Boulogne ville de l'arrière

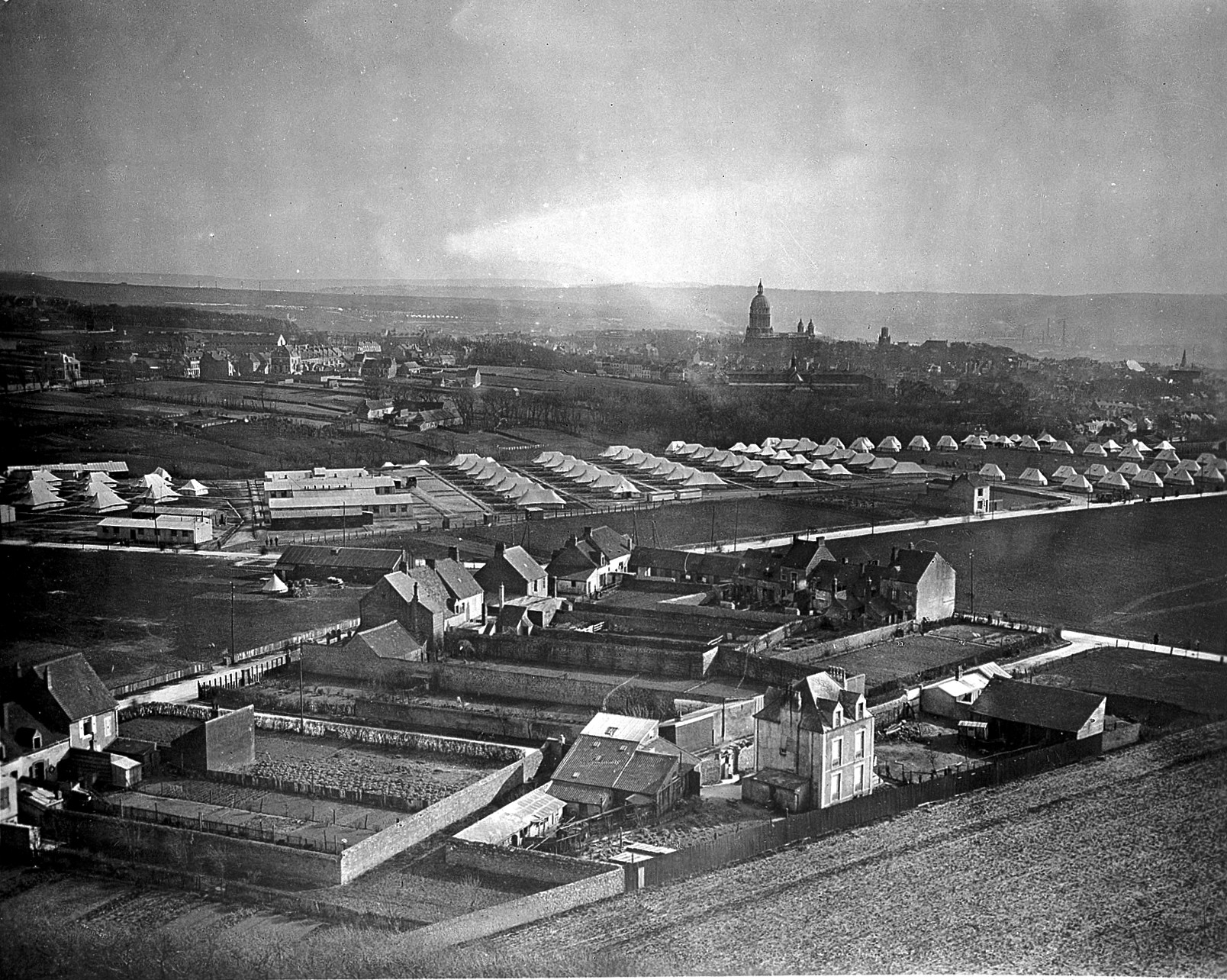
Zone de repos et de soins de Boulogne lors de la Première Guerre mondiale, photographiée depuis la colonne de la Grande Armée.

Lors de la Première Guerre mondiale, la ville se trouve assez loin du front pour être épargnée mais les populations souffrent et en conservent des séquelles visibles sur le monument aux Morts. La ville sert de cantonnement des alliés, en particulier des Britanniques, mais aussi de zone de repos et de soins. Demeure aussi un dépôt de munitions immergées en mer non loin du port.
Pendant le conflit, des camps travailleurs chinois venus travailler en France (notamment du corps de travailleurs chinois travaillant pour l'armée britannique) sont installés autour de la ville.
C'est à Boulogne que les premières troupes américaines, menés par John Pershing, débarquent en France dans la liesse populaire, le 13 juin 1917, deux mois après leur entrée officielle en guerre.
Tout au long de la guerre, fut installé à Boulogne un important hôpital militaire britannique. Le cimetière britannique situé le long du Cimetière de l'Est comporte plus de 5 000 tombes de soldats du Commonwealth morts dans cet hôpital.

### Boulogne entre les deux guerres
En grande rivalité depuis toujours avec Calais, le 28 juin 1925, Boulogne-sur-Mer est déclarée premier port français pour le transport de passagers. Le cap des 600 000 voyageurs est espéré pour la fin de l'année.

### Seconde Guerre mondiale, Boulogne ville martyre
Pendant la Seconde Guerre mondiale, la ville est assiégée en mai 1940 par les Allemands pour empêcher le transit de soldats et de matériel entre la France et l'Angleterre.

Le 17 décembre 1940, les juifs de Boulogne-sur-Mer, juifs de familles de vieille souche française, et de Béthune sont internés dans un camp à Troyes.

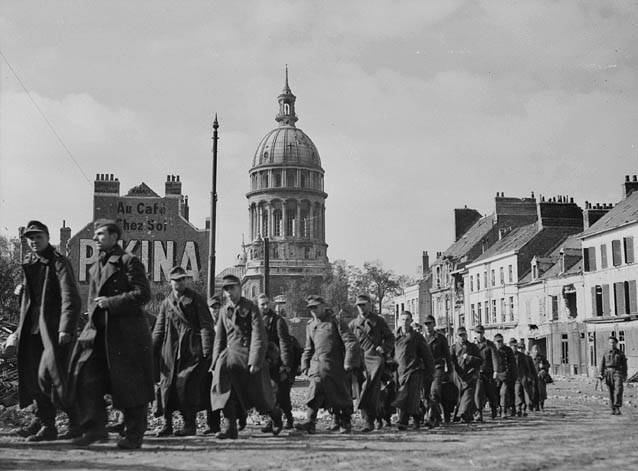
Prisonniers de guerre allemands marchant dans Boulogne après sa libération par les Canadiens en 1944.

Par la suite, les Boulonnais furent très actifs contre l'occupant allemand : dès septembre 1941, intervenaient les premiers sabotages par ce qui allait devenir le front national de la résistance de Boulogne, créé par Roger Thierry, Eugène Blamangin et Émile Popelier, qui regroupera jusqu'à quatre cents résistants encadrés par Firmin Blondeel et Louis Fourrier. Les Allemands comme les Alliés épargnent la ville fortifiée et ses monuments, ainsi que les maisons bourgeoises de l'ancien rivage. Cela n'empêche pas la ville d'être violemment bombardée entre 1943 et 1944, en particulier les quartiers Capécure et Saint-Pierre qui sont presque entièrement rasés, ce qui explique l'architecture typique de l'après-guerre qui caractérise aujourd'hui ces quartiers.
Dans la nuit du 5 au 6 juin 1944, jour du débarquement, se tient au large de Boulogne l'opération de diversion Glimmer où les bombardiers britanniques Lancaster ont laissé tomber des paillettes suivant un motif progressif afin de créer l'illusion d'une grande flotte sur les écrans des radars côtiers allemands. Boulogne, tenue par une garnison de 10 000 Allemands commandée par Ferdinand Heim, est libérée entre le 17 et le 23 septembre 1944 au cours de l'opération Wellhit, par des Canadiens qui ont surpris les Allemands en arrivant au cœur de la citadelle par un souterrain secret.
Le 10 juillet 1947, la commune de Boulogne-sur-Mer se voyait attribuer la croix de la Légion d'honneur.
À la fin de la guerre, Boulogne est détruite à 85 %, il s'agit de l'une des villes de France qui a connu le plus de bombardements aériens. De fin 1940 à 1944, les Boulonnais dormaient le plus souvent dans des caves. Le réalisateur Alain Resnais évoque ce traumatisme dans son film Muriel ou le Temps d'un retour.

### Début duXXIesiècleet déclin économique

#### Mondialisation et désindustrialisation, Boulogne frappée au cœur
Les dernières décennies sont marquées par la mondialisation et la désindustrialisation, dont Boulogne, comme d'autres villes du nord de la France, fut la victime. L'activité industrielle, l'activité touristique déclinèrent entraînant une diminution des revenus de la population, le taux de chômage et le taux de pauvreté augmenta et le port de Boulogne, poumon économique de la ville, souffrit de la concurrence.
De nombreuses entreprises fermèrent. Celle qui a le plus marqué est celle des hauts fourneaux de la Comilog en 2003. Elle fabriquait du ferromanganèse et était l'un des sites de production les plus importants du monde. Le site produisait de nombreux emplois directs et indirects pour les Boulonnais et près de 58 % de l'activité portuaire de Boulogne était directement liée à son activité. Les causes de la fermeture sont multiples : hausse du prix de la matière première, concurrence internationale, baisse de la demande, problèmes écologiques (le port et la plage de Boulogne ont longtemps été classés parmi les plus pollués de France, à cause du mercure notamment), etc. La fermeture de la Comilog, annoncée comme une « catastrophe pour la ville » par le maire de Boulogne, a eu en effet d'importantes conséquences : outre le licenciement des employés.

#### La baisse de trafic du port de commerce
Le trafic du port de commerce fut réduit de 60 %, ce qui fit passer le port de Boulogne à la vingtième place des ports de commerce français ; la communauté d'agglomération du Boulonnais fut également privée de plusieurs millions d'euros de taxe professionnelle.

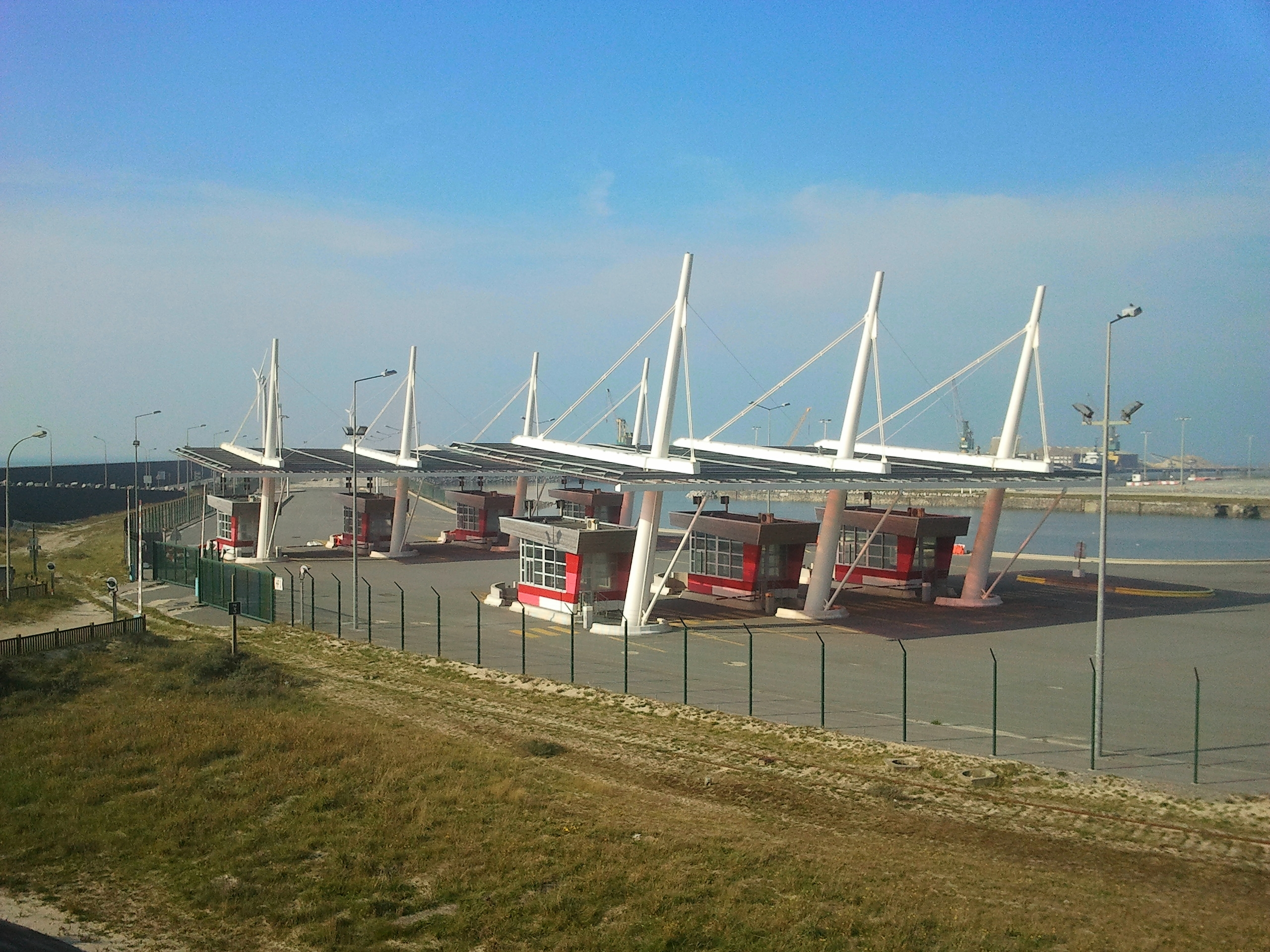
Construit en 2009 pour 46 millions d'euros, le hub port n'a quasiment jamais été utilisé.

La forte baisse du trafic du port du commerce (causée par ces fermetures) et du trafic des voyageurs vers l'Angleterre (due à la concurrence face au port de Calais et à l'ouverture du tunnel sous la Manche) remettent en cause l'importance du port de Boulogne. Indirectement, l'arrêt progressif du transmanche prive Boulogne de nombreux emplois, d'une importante visibilité nationale et internationale et des nombreux touristes anglais qui passaient par le Boulonnais auparavant. Le port souffre également du déclin de la filière halieutique. L'avenir du port fait aujourd'hui l'objet de débats politiques. D'un côté, ceux qui veulent que le port se tourne exclusivement sur la pêche et la plaisance et d'autres préférant une diversification des activités. En 2007, la cCCI de Boulogne, gestionnaire du port, soutenue par la région Pas de Calais, semble avoir gain de cause. Un hub port destiné aux escales BGV et aux marchandises remplacent la moitié des 40 ha de la friche Comilog, le reste est utilisé pour des entreprises halieutiques. Mais l'activité transmanche étant interrompue depuis 2010, le hub port, construit en 2009 pour 46 millions d'euros, n'a quasiment jamais été utilisé. En 2014, Dominique Dupilet, président du conseil départemental du Pas-de-Calais, et Frédéric Cuvillier, maire de Boulogne et secrétaire d'État, dénoncent la CCI Côte d'Opale comme responsable de l'abandon du port de Boulogne en privilégiant Calais pour tous ses projets,.
Parallèlement, de nombreux commerces en ville ferment, dont certains réputés et appréciés comme les Galeries Lafayette, le Furet du Nord et Chapitre (livres et multimédia),. Cette situation répandue en France relance le débat sur le stationnement, la piétonnisation du centre-ville, le coût des loyers pour les commerçants et l'impact des grands centres commerciaux en périphérie et du commerce en ligne sur les petits commerces en ville,. Le taux de vacance commerciale reste néanmoins inférieur à la moyenne nationale. L'arrêt du transmanche et la baisse du nombre d'activités en ville entraînent une importante baisse du tourisme.

#### XXIesiècle, début d'une renaissance?
En 1991, le centre de découverte de l'environnement marin Nausicaá - Centre national de la mer a ouvert ses portes à Boulogne-sur-Mer. En 2013, 60 % des touristes qui viennent à Boulogne se rendent à Nausicaá. L'engouement du public pour Nausicaá en fait le premier site touristique des Hauts-de-France et augmente l'attractivité touristique de la ville et de ses environs : plages de la Côte d'Opale, la ville haute et ses remparts, le château-musée, la Colonne de la Grande Armée, le parc naturel régional des Caps et Marais d'Opale... et à la Fête de la mer de Boulogne-sur-Mer.
D'après une étude de la DIRECCTE parue en avril 2015, le Boulonnais est l'une des zones de la région et du pays les plus en déclin depuis les années 1960. La croissance économique est l'une des plus faibles et devrait le rester jusque 2030, selon la DIRECCTE et l'INSEE. C'est également la seule zone au sein du Nord-Pas-de-Calais à ne pas avoir tiré profit de la reprise économique dans les années 2000. Depuis la crise de 2008, l’activité économique a encore reculé de 8,6 % contre 4,5 % au niveau régional.
La situation économique de la ville est longuement abordée dans le film Chante ton bac d'abord sorti en 2014.